# Coranzuli
Coranzuli è un comune (comisión municipal in spagnolo) dell'Argentina, appartenente alla provincia di Jujuy, nel dipartimento di Susques.
In base al censimento del 2001, nel territorio comunale dimorano 975 abitanti, con un aumento del 25,64% rispetto al censimento precedente (1991). Di questi abitanti, il 48,30% sono donne e il 51,69% uomini. Nel 2001 la sola cittadina di Coranzuli, sede municipale, contava 412 abitanti.